# Општина Гирода (Тимиш)
Гирода (рум. Ghiroda) општина је у Румунији у округу Тимиш.
Oпштина се налази на надморској висини од 91 m.